# Nick Kroll
Nicholas Kroll (Rye, 5 de junho de 1978), conhecido como Nick Kroll é um ator, humorista, roteirista e produtor estadunidense. Ele é conhecido por criar e estrelar a série da Comedy Central Kroll Show, The Oh, Hello Show, a série da FX The League, e estrelar e co-criar a série animada da Netflix Big Mouth.
Ele também atuou ou dublou filmes como Adult Beginners, Sausage Party, Loving, Sing, Captain Underpants: The First Epic Movie, The House , Tio Drew, Operação Final, A Vida Secreta dos Bichos 2 e A Família Addams.